# Cetengraulis mysticetus
Cetengraulis mysticetus е вид лъчеперка от семейство Engraulidae. Видът не е застрашен от изчезване.

## Разпространение и местообитание
Разпространен е в Гватемала, Еквадор, Колумбия, Коста Рика, Мексико, Никарагуа, Панама, Перу, Салвадор, САЩ и Хондурас.
Обитава крайбрежията и пясъчните дъна на полусолени водоеми, морета и заливи в райони с тропически, умерен и субтропичен климат. Среща се на дълбочина от 2 до 32 m, при температура на водата от 21,3 до 22,3 °C и соленост 34,2 – 34,6 ‰.

## Описание
На дължина достигат до 22 cm.
Продължителността им на живот е около 3 години. Популацията на вида е стабилна.